# Liste von Persönlichkeiten aus Tesserete
Diese Liste enthält in Tesserete in der Schweiz geborene Persönlichkeiten und solche, die in Tesserete ihren Wirkungskreis hatten, ohne dort geboren zu sein. Die Liste erhebt keinen Anspruch auf Vollständigkeit.

## Persönlichkeiten
(Sortierung nach Geburtsjahr)
- Familie Quadri. [1][2]

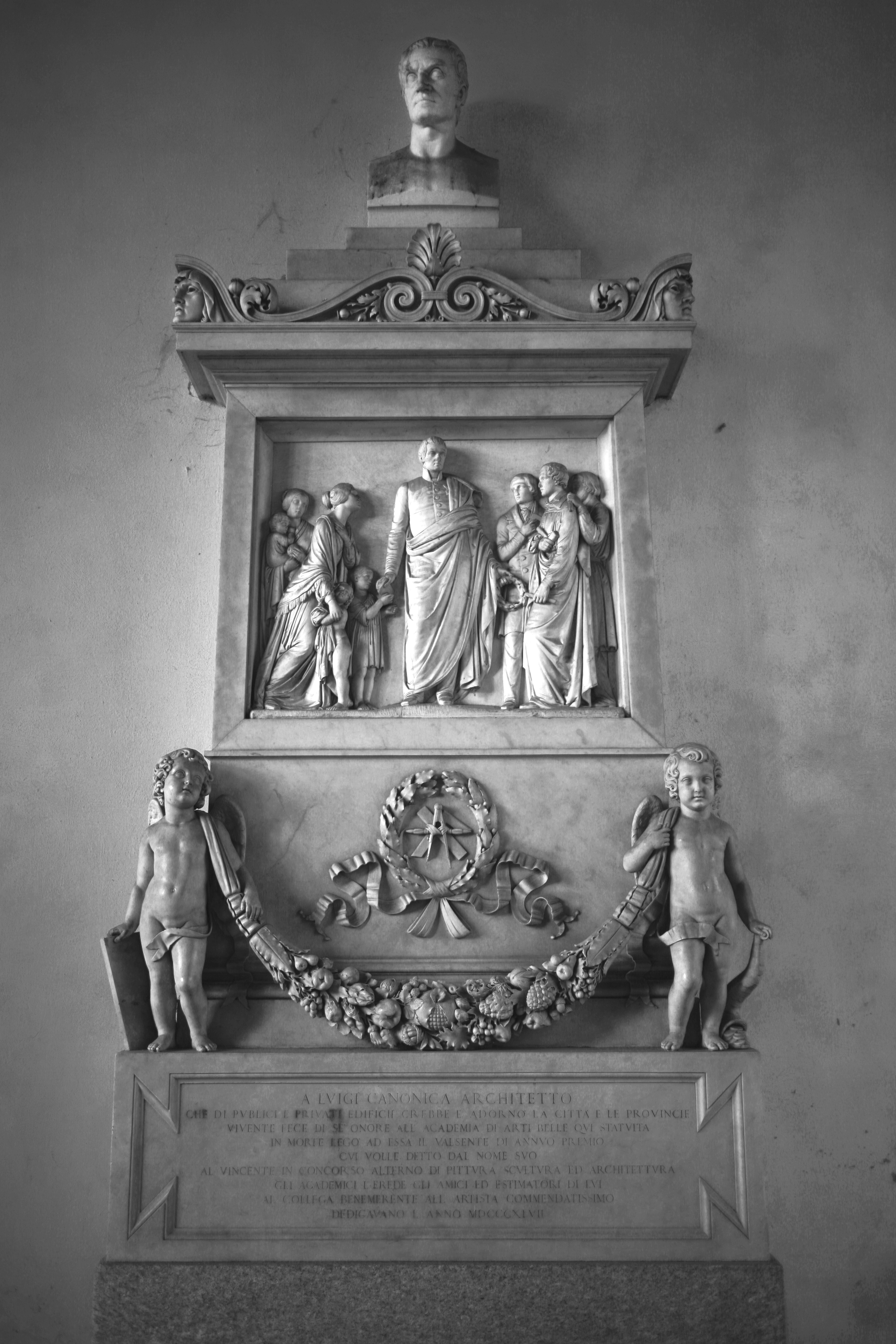
Raffaele Monti: Luigi Canonica Denkmal, Palazzo di Brera, Mailand

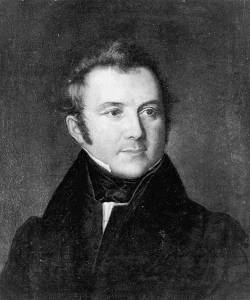
Peter von Nobile

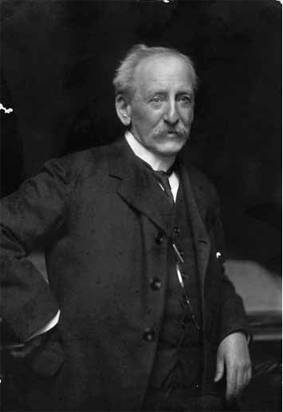
Luigi Rossi (1922)

Ezio Canonica Nationalrat

  - Albertino Quadri (* um 1355 in Tesserete; † 23. August 1419 ebenda), Adel, Militär, Grundbesitzer, erfreute sich der Gunst des Kaisers Sigismund (HRR), der 1413 in seinem Schloss in Tesserete residierte[3][4]
  - Johannes Quadri (* um 1330 in Como; † nach 1370 in Tesserete), von Como, Adeliger, gründete 1370 eine Kaplanei in der Stiftskirche von Tesserete[1]
  - Cristoforo Quadri (* um 1400 in Tesserete; † nach 1448 in Bellinzona), Vorsteher der Lateinschule von Bellinzona 1446–1448, Bürger dieser Stadt 1447[1]
  - Martino Quadri (* um 1405 in Tesserete; † 1479 in Lugano), Priester, Rektor der Kirche der Santi Gottardo und Biagio in Lugano, Erzpriester von Lugano 1455–1479[1]
  - Stefano Quadri (* um 1430 in Tesserete; † nach 1475 in Mailand), er wurde 1475 mit seinen Brüdern Paolo, Cristoforo und seinem Neffen Andrea ins Bürgerrecht von Mailand aufgenommen[1]
  - Carlo Quadri (* 22. Juli 1931 in Tesserete; † 7. Januar 2024 in Savosa), Lizenziat der Theologie in Rom, Priesterweihe 11. April 1955 in Caslano, 1967 Propst der Pfarrei Lamone, Bischofsvikar für Malcantone und Vedeggiotal, Kanoniker der Kathedrale San Lorenzo von Lugano, ehemaliger Richter des Kirchengerichts, Kanzler und Ökonom des Bistums Lugano bis September 2014[5][6]
  - Emilio Riccardo Quadri (Fra’ Riccardo) (* 7. Februar 1934 in Campestro von Tesserete; † 4. April 2020 in Morbio Inferiore), Kapuziner, Theologe, Autor: Anonymi Leidensis De situ orbis libri duo., Santa Maria del Bigorio-Una storia secolare di spiritualità e accoglienza. (und andere)[7]

- Familie Canonica. [8][9]
  - Leon Canonica (* um 1450 in Tesserete; † nach 1395 ebenda), 1395 Verwalter des Klosters San Carpoforo von Como, seinen Wohnsitz in Lugano und besass Güter in Adassone (Cadro)[8]
  - Francesco Canonica (* 1719 in Tesserete; † 1795 in Bigorio), Kapuziner, Guardian des Klosters von Bigorio, sehr geschätzter Prediger[8]
  - Wolfgango Canonica (* um 1640 in Tesserete; † nach 1670 in Posen ?), ein Schweizer Polier[10]
  - Luigi Canonica (1764–1844), Architekt
  - Ezio Canonica (1922–1978), Präsident des Tessiner Gewerkschaftskartells, Redakteur, Zentralpräsident der Gewerkschaft Bau und Holz, Politiker, Nationalrat (ZH)

- Familie Fraschina. [11]
  - Giuseppe Fraschina (* um 1765 in Tesserete; † nach 1815 ebenda), Advokat und Notar, Politiker, Tessiner Grossrat 1803–1808, 1813–1815; Mitglied des Kantonsgerichts 1805[11][12]
  - Domenico Fraschina (* 1825 in Tesserete; † 1898 ebenda), Advokat, Politiker, Mitglied des 1825–1898, des Tessiner Grossrats 1855–1875 und 1893[11][13]
  - Alfredo Fraschina (1883–1959), Arzt, Politiker, Tessiner Grossrat und Staatsrat
  - Enea Fraschina (* um 1930 in Tesserete), Politiker[14]

- Familie Nobile. [15]
  - Pietro Nobile (1774–1854), Architekt und Ingenieur in Triest
  - Francesco Nobile (* 1779 in Campestro; † 1812 in Thessaloniki), Bruder des Pietro, Arzt des Paschas von Seres in Saloniki, Oberarzt dieser Stadt 1812[15]
  - Carl’Antonio Nobile (* 31. März 1793 in Campestro; † 28. Januar 1860 in Triest), Bruder des Francesco, Journalist, Redaktor des Osservatore triestino, Mitarbeiter des Gabinetto della Minerva[15]
  - Carlo Nobile (* 1807 in Campestro; † 25. September 1865 in Triest), Sohn des Francesco, Politiker, Mitglied des Gemeinderats von Triest, aus politischen Gründen seiner Ämter enthoben; Direktor des Gabinetto della Minerva[15]
  - Ignazio Nobile (* 24. November 1893 in Tesserete; † 5. Juni 1988 ebenda), Apotheker, Tessiner Grossrat, Präsident der Lepontia cantonale[16]
  - Carlo Nobile (* 12. Oktober 1938 in Tesserete; † 11. Juli 2020 in Lugano), Schauspieler, Synchronsprecher und Dozent, bedeutende Stimme von der Strada Regina, einer religiösen Fernsehsendung[17]

- Antonio Maria Cattaneo (* 1788 in Cagiallo; † 1818 in Tesserete), Priester, Pfarrer von Tesserete[18]
- Natale Pugnetti (* 20. Dezember 1810 in Garabiolo (Gemeinde Maccagno); † 12. Juni 1871 in Tesserete), Politiker, Architekt, Dozent[19]
- Luigi Rossi (1853–1923), Maler, Zeichner, Illustrator
- Angelo Riva (* 24. September 1871 in Tesserete; † 21. Juni 1937 in Lugano), Priester, Pfarrer von Tesserete, Lehrer, Journalist der Risveglio, Präsident der Federazione docenti ticinesi[20]

- Renato Notari (* 2. November 1912 in Tesserete), Maler, Bildhauer und Lehrer. Er schuf Pastell und Bronzeskulptur[21]
- Giovan Battista Pedrazzini (* 14. März 1917 in Tesserete; † 1. März 1998 in Bellinzona), Elektroingenieur der ETH Zürich, Unternehmer, Nationalrat, Direktor der Elektrizitätsgesellschaft des Sopraceneris[22]
- Mario Testorelli (* 10. Mai 1941 in Tesserete), Chordirigent und Organist[23]
- Franco Ferrari (* 25. Oktober 1946 in Tesserete; † 31. August 2023 im Ortschaft Odogno), Sekundarlehrer, Lokalhistoriker, Präsident der Kirchengemeinde Tesserete[24][25]
- Luciana Serra (1946), Opernsängerin
- Bruno Lepori (* 1951 in Tesserete), Ingenieur, Politiker[26]
- Marzio Campana (* 5. Mai 1951 in Tesserete), Bildhauer, Techniker an der RSI[27]
- Daniele Besomi (* 1960 in Tesserete), Wirtschaftswissenschaftler, tätig am Centre d’Etudes Interdisciplinaires Walras-Pareto[28][29]